# Comuna Stepove, raionul Kirovohrad, regiunea Kirovohrad
Stepove (în ucraineană Степове) este o comună în raionul Kirovohrad, regiunea Kirovohrad, Ucraina, formată din satele Parașciîne Pole și Stepove (reședința).

## Demografie
Componența lingvistică a comunei Stepove
     Ucraineană (90,63%)
     Rusă (8,08%)
     Alte limbi (0,81%)
Conform recensământului din 2001, majoritatea populației comunei Stepove era vorbitoare de ucraineană (90,63%), existând în minoritate și vorbitori de rusă (8,08%).